# Tập hợp vô hạn
Trong lý thuyết tập hợp, một tập hợp vô hạn là một tập hợp mà không phải là một tập hợp hữu hạn. Các tập hợp vô hạn có thể là đếm được hoặc không đếm được. Một số ví dụ:
- Tập hợp tất cả các số nguyên, {..., -1, 0, 1, 2,...}, là một tập hợp vô hạn đếm được, và
- Tập hợp tất cả các số thực là một tập hợp vô hạn không đếm được.

## Tính chất
Tập hợp các số tự nhiên (sự tồn tại của nó được xác định bởi tiên đề của vô cùng) là vô hạn. Nó là tập hợp duy nhất được tiên đề trực tiếp yêu cầu vô hạn. Sự tồn tại của bất kỳ tập vô hạn nào khác có thể được chứng minh trong lý thuyết Zermelo-Fraenkel (ZFC) chỉ bằng cách chỉ ra rằng nó xuất phát từ sự tồn tại của các số tự nhiên.
Một tập hợp là vô hạn khi và chỉ khi nếu với mỗi số tự nhiên n thì tập hợp đó đều có một tập hợp con có lực lượng bằng n.
Nếu tiên đề chọn là đúng, thì một tập hợp là vô hạn khi và chỉ khi nó bao gồm một tập hợp con vô hạn đếm được.